# Cebaïta-(Ce)
La cebaïta-(Ce) és un mineral de la classe dels carbonats. Rep el seu nom de dos dels seus elements principals que la componen: CEri i BAri.

## Característiques
La cebaïta-(Ce) és un carbonat de fórmula química Ba₃Ce₂(CO₃)₅F₂. Cristal·litza en el sistema monoclínic. Es troba en forma de grans tabulars, d'aproximadament 0,2 mm, i en agregats granulars. La seva duresa a l'escala de Mohs es troba entre 4,5 i 5.
Segons la classificació de Nickel-Strunz, la cebaïta-(Ce) pertany a «05.BD: Carbonats amb anions addicionals, sense H₂O, amb elements de terres rares (REE)» juntament amb els següents minerals: cordilita-(Ce), lukechangita-(Ce), zhonghuacerita-(Ce), kukharenkoïta-(Ce), kukharenkoïta-(La), cebaïta-(Nd), arisita-(Ce), arisita-(La), bastnäsita-(Ce), bastnäsita-(La), bastnäsita-(Y), hidroxilbastnäsita-(Ce), hidroxilbastnäsita-(Nd), hidroxilbastnäsita-(La), parisita-(Ce), parisita-(Nd), röntgenita-(Ce), sinquisita-(Ce), sinquisita-(Nd), sinquisita-(Y), thorbastnäsita, bastnäsita-(Nd), horvathita-(Y), qaqarssukita-(Ce) i huanghoïta-(Ce).

## Formació i jaciments
Va ser descoberta a la mina est, al dipòsit de Bayan Obo, a la prefectura de Baotou (Mongòlia Interior, Xina), en carbonatites derivades de marbre dolomític. Sol trobar-se associada a altres minerals com: zhonghuacerita-(Ce), aegirina, fluorita, barita, apatita, ewaldita, cordilita-(Ce) o donnayita-(Ce).